# Верхні Секачі
Верхні Секачі (рос. Верхние Секачи) — присілок Велізького району Смоленської області Росії. Входить до складу Бєляєвського сільського поселення.
Населення — 13 осіб (2007 рік).